# V576 Persei
V520 Persei eller HD 21071, är en ensam stjärna belägen i den norra delen av stjärnbilden Perseus. Den har en minsta skenbar magnitud av ca 6,09 och är mycket svagt synlig för blotta ögat där ljusföroreningar ej förekommer. Baserat på parallax enligt Gaia Data Release 3 på ca 6,1 mas, beräknas den befinna sig på ett avstånd på ca 535 ljusår (164 parsek) från solen. Den rör sig närmare solen med en heliocentrisk radialhastighet på ca -1,5 km/s. Stjärnan ingår i den unga Alfa Persei-stjärnhopen, Melotte 20.

## Egenskaper
V576 Persei är en blå till vit stjärna i huvudserien av spektralklass B7 V, med ovanlig kemisk sammansättning ('sn'-stjärnor). Den har en massa som är ca 3,7 solmassor, en radie på ca 2,2 solradier och utsänder från dess fotosfär energi motsvarande ca 278 gånger solen vid en effektiv temperatur av ca 14 800 K. Den verkar vara släkt med kemiskt säregna stjärnor, men har skarpa ('s') Balmer- och metallabsorptionslinjer med "bred kärnlösa He I" ('n')-linjer. De senare breda, "diffusa" linjerna kan bero på Starkeffekten orsakad av ett elektriskt fält.

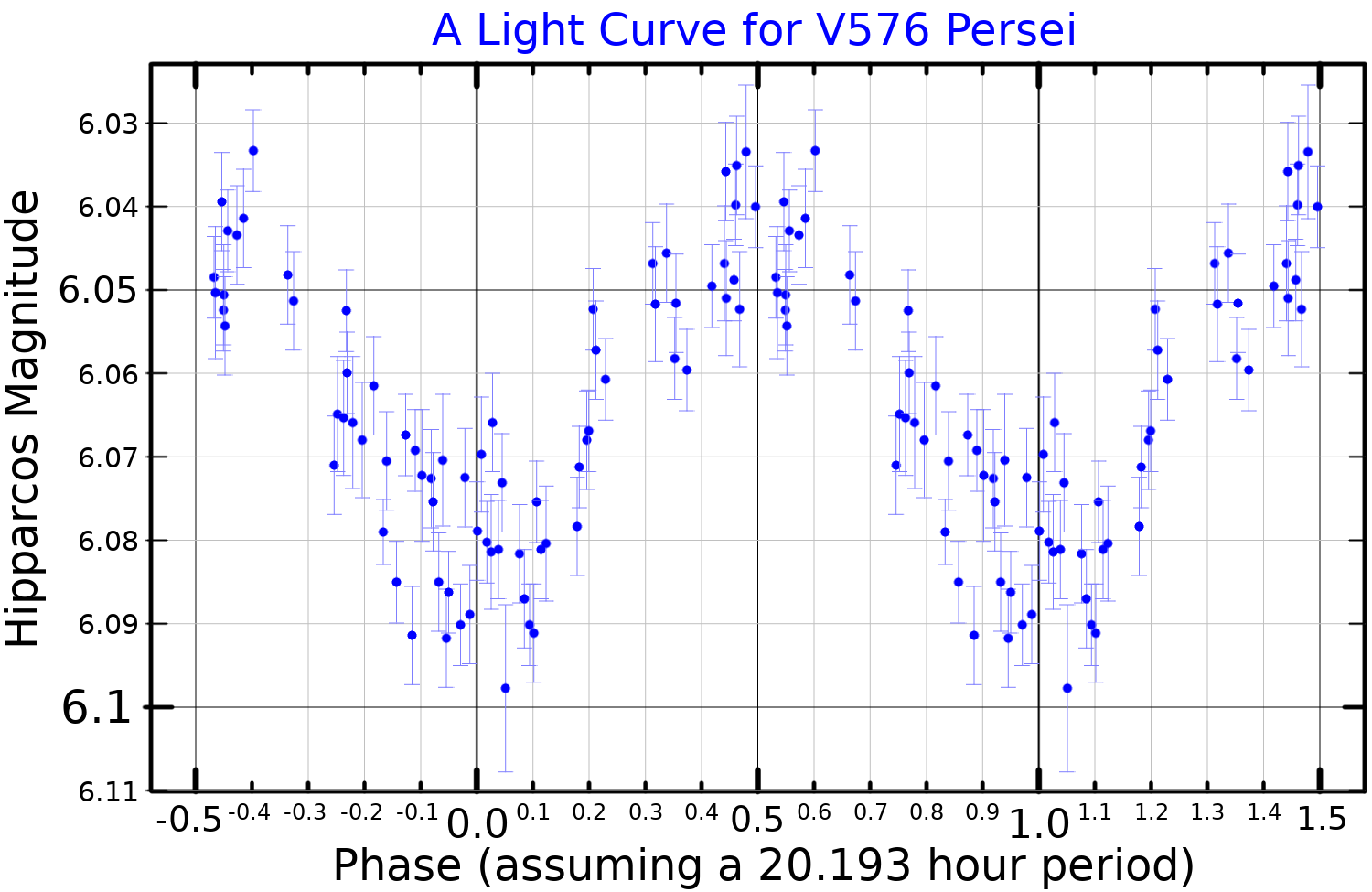
Ljuskurva för V576 Persei anpassad från Hipparcos-data.)

V576 Persei är en långsamt pulserande stjärna av spektraltyp B (SPB-stjärna) som från början visade sig variera med en period på 0,84 dygn. Ytterligare studier avslöjade fyra frekvenser, där de två dominerande frekvenserna med högre amplitud har liknande cykler på 1,19 och 1,15 per dygn.
| ID | Frekvens (per dygn) | V Amplitud (mmag) | Radiell hastighet (km/s) |
| -- | ------------------- | ----------------- | ------------------------ |
| 1  | 1,18843             | 18,5              | 3,28 ± 0,85              |
| 2  | 1,14934             | 7,7               | –                        |
| 3  | 1,41968             | 3,8               | –                        |
| 4  | 0,95706             | 3,0               | –                        |